# (1598) Paloque
(1598) Paloque es un asteroide que forma parte del cinturón de asteroides y fue descubierto por Louis Boyer el 11 de febrero de 1950 desde el observatorio de Argel-Bouzaréah, Argelia.

## Designación y nombre
Paloque recibió inicialmente la designación de 1950 CA.
Posteriormente se nombró en honor del astrónomo francés Émile Paloque.

## Características orbitales
Paloque orbita a una distancia media de 2,332 ua del Sol, pudiendo alejarse hasta 2,52 ua. Su excentricidad es 0,08059 y la inclinación orbital 7,535°. Emplea en completar una órbita alrededor del Sol 1301 días.